# Al-Shahaniya Sports Club
Al-Shahaniya Sports Club (Árabe: ن الشحانية) é um clube profissional de futebol da segunda divisão da Liga do Qatar.

## História
O Al-Shahaniya foi fundado em 27 de dezembro de 1998, sob o nome de Al-Nasr, nos termos da decisão do Sheikh Mohammed Bin Eid Al Thani, que era o então presidente da Autoridade Pública da Juventude e Desporto na época. No início de sua criação, a sede do clube era localizada em Al-Jamilla, Doha. Em 2001, o clube mudou-se para Al-Shahaniya, que fica a aproximadamente 20 km a noroeste de Doha, no âmbito da decisão do Sheikh Jassim bin Thamer al Thani, que era o vice-presidente do Comitê Olímpico do Qatar. O clube mudou o nome para Al-Shahaniya em 2004 pelo conselho de administração, a fim de melhor representar a região em que se baseia.

## Conselho de Administração
Última atualização: 14 de fevereiro de 2012.
| Função              | Membro                    |
| ------------------- | ------------------------- |
| Presidente          | Menahi Al Shammari        |
| Vice-presidente     | Saif Naif Al Shammari     |
| Secretário geral    | Faisal Mattar Al Shammari |
| Secretário adjunto  | Zameel Al Shammari        |
| Tesoureiro          | Ayed Saud Al Shammari     |
| Membro da diretoria | Mohammed Jaber Ruwaili    |
| Membro da diretoria | Saud Mahawish Ruwaili     |
| Membro da diretoria | Fahad Al Shammari         |
| Membro da diretoria | Hamad Al Marri            |

## Corpo técnico
Última atualização: 31 de dezembro de 2013.
| Função                | Membro                    |
| --------------------- | ------------------------- |
| Treinador             | Zé Nando                  |
| Treinador de goleiros | Wagner                    |
| Diretor de futebol    | Mohammed Al Shammari      |
| 'Vice-diretor         | Nasser Bandar Al Shammari |

## Treinadores
- Stefano Impagliazzo (2002)
- Danny Hoekman (Dez 2003–Mar 04)
- Fareed Ramzi (2004)
- Saad Hafez (2004–06)
- Said Riziki (2006–07)
- Stéphane Morello (2007–08)
- Luizinho (2009)
- Hisham Ali (2009)
- Mohammad Yasser Sibai (2009–Fev 12)
- Luizinho (Fev 2012–Nov 12)
- Ioan Ion (Nov 2012–Fev 2013)[4]
- Yusef Adam (Fev 2013–Mai 2013)
- Milton Mendes (Mai 2013–Set 2013)
- Zé Nando (Set 2013–Jan 2014)
- Alexandre Gama (Jan 2014-)
- Zé Nando (Jun 2014)